# Monika Beu
Monika Beu (* 30. April 1963 in Ost-Berlin; † 14. März 2005 in Berlin) war eine deutsche Volleyballspielerin.
Monika Beu spielte während ihrer Karriere insgesamt 244 Mal in der Nationalmannschaft der DDR, mit der sie zweimal Europameisterin wurde. 1988 nahm sie an den Olympischen Spielen in Seoul teil und belegte dort Platz fünf. Monika Beu spielte für den Berliner TSC und SC Dynamo Berlin, wo sie mehrfache DDR-Meisterin und Europapokalsiegerin wurde.